# Krutynia
Die Krutynia, deutsch Kruttinna oder Kruttinnen-Fluss, ist ein rechter Zufluss der Pisa in der polnischen Woiwodschaft Ermland-Masuren.

## Verlauf

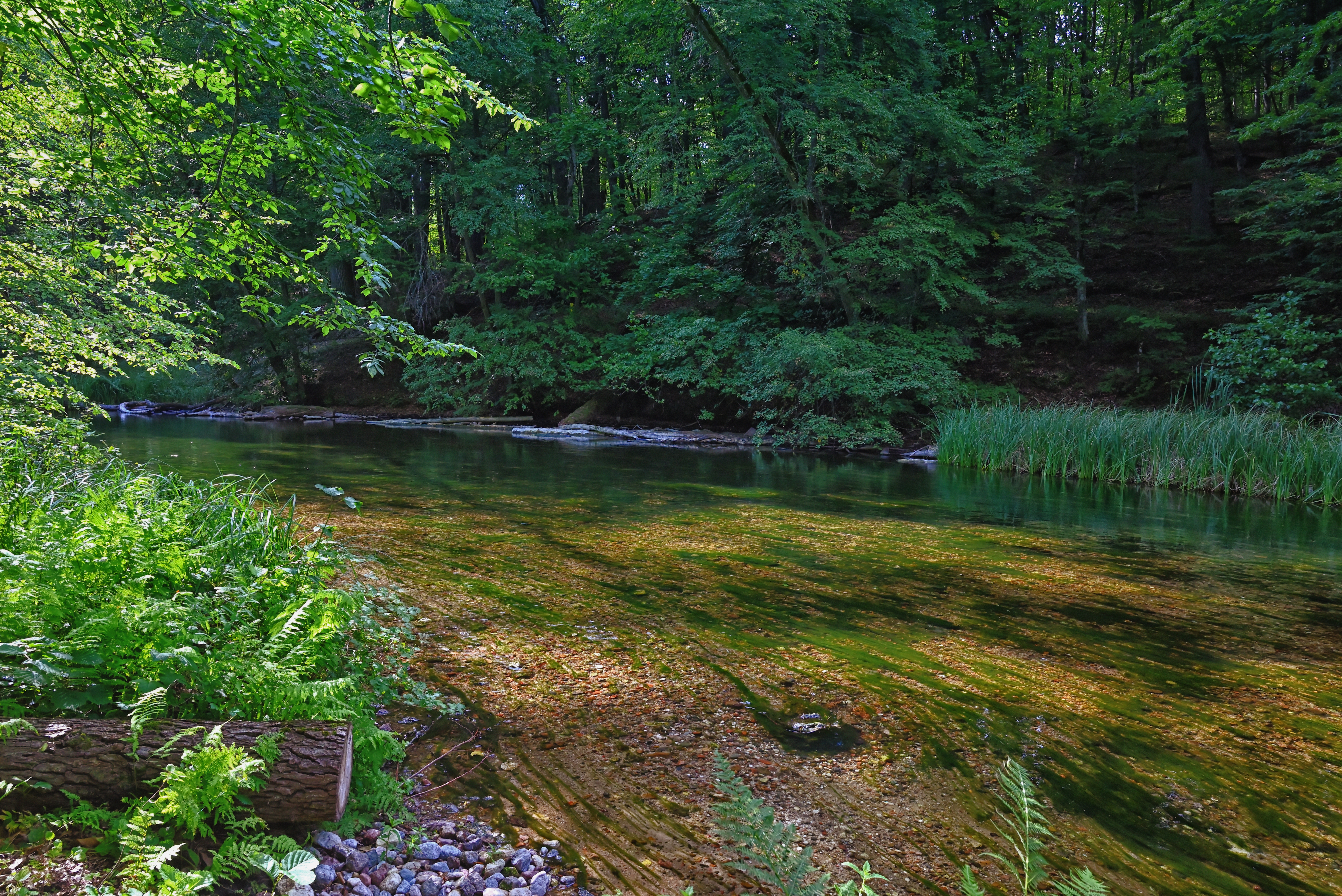
Krutynia in der Nähe von Krutyń

Die Krutynia fließt durch zahlreiche Seen der Pojezierze Mrągowskie und der Kraina Wielkich Jezior Mazurskich in der Pojezierze Mazurskie.

## Kajakwanderweg
Die Krutynia ist einer der beliebtesten Kajakwanderwege in Polen. Der Kajakwanderweg hat eine Länge von 91 km und wird oft als schönste Kajakroute Europas bezeichnet. Er beginnt bei Sorkwity und endet bei Ruciane-Nida.